# Натальино (Дергачёвский район)
Натальино — село в Дергачёвском районе Саратовской области, в составе сельского поселения Демьясское муниципальное образование. Также было известно как Старое Натальино.
Село расположено на реке Чёрненькая, примерно в 32 км (по прямой) в восточном направлении от районного центра посёлка Дергачи.
Население - 114 (2010)

## История
Владельческие хутора Натальины упоминаются в Списке населенных мест Российской империи по сведениям 1859 года. В 1859 году на хуторах проживало около 350 жителей. Натальины хутора относились к Новоузенскому уезду Самарской губернии. В Списке населённых мест Самарской губернии по сведениям за 1889 год значатся село Старое и Новое Натальино. В Старом Натальине проживало 275 жителей
Согласно Списку населённых мест Самарской губернии 1910 года Старое Натальино относилась к Натальинской волости, здесь проживало 146 мужчин и 144 женщины, село населяли бывшие помещичьи крестьяне, преимущественно русские, православные, в селе имелись церковь, земская школа, приёмный покой, волостное правление, 3 ветряные мельницы, земская станция, урядник.
В 1919 году в составе Новоузенского уезда село включено в состав Саратовской губернии.

## Население
Динамика численности населения по годам:
| 1859 | 1889 | 1910 | 2002 |
| ---- | ---- | ---- | ---- |
| 349  | 275  | 290  | 258  |

| 2002 | 2010 |
| ---- | ---- |
| 257  | ↘114 |